# 路易·穆罗
路易·穆罗（法語：Louis Moureau，？—？），法国男子击剑运动员。他曾代表法国参加1920年夏季奥林匹克运动会击剑比赛，获得男子团体重剑铜牌和男子个人重剑第六名。